# Hoàng Lộc (nhà thơ)
Hoàng Lộc (1920-1949) là một nhà thơ Việt Nam.

## Tiểu sử
Hoàng Lộc sinh năm 1920 tại, Phúc Kháng, Châu Khê, Bình Giang, Hải Dương. Ông sáng tác thơ từ hồi còn đi học ở Hà Nội (các tập Từ hoàng hôn đến bình minh, Lời thông điệp). Khi kháng chiến chống Pháp bắt đầu, ông đi bộ đội và làm phóng viên chiến trường của báo Xông pha. Năm 1948, ông được điều về làm việc tại tòa soạn báo Bắc Sơn và Vệ quốc quân (nay là Báo Quân đội Nhân dân) ở Việt Bắc.
Ông hy sinh ngày 29 tháng 11 năm 1949 tại Phú Thọ. Hoàng Lộc được biết đến nhiều nhất qua bài thơ ngũ ngôn Viếng bạn.

## Đánh giá
Nguyên An, trong Tuổi xuân những trang thơ và những cuộc đời (Nhà xuất bản Thanh niên, 1990) nhận xét về Hoàng Lộc:
Ngày nay, nhớ Hoàng Lộc, chúng ta nhớ tới một cây bút bắt đầu từ những đề tài nhỏ bé, đơn lẻ, nhờ dũng cảm và hăng hái đi theo cách mạng, cây bút đó đã trở thành một nhà văn, nhà thơ, nhà báo bằng một số sáng tác thành công của mình mà góp phần khẳng định sự ra đời, sự phát triển chững chạc của nền văn chương - văn học mới ngay ở buổi đầu của cuộc kháng chiến chống Pháp oanh liệt.

## Tác phẩm
- Viếng bạn (thơ, 1947)
- Chặt gọng kìm đường số 4 (phóng sự, 1948)